# Terrorist (Nekronaut Pt. I)
Terrorist (Nekronaut Pt. I) är det andra studioalbumet med Nattefrost, ett soloprojekt av Roger Rasmussen, känd som vokalist i det norska black metal bandet Carpathian Forest. Albumet utgavs 2005 av skivbolaget Season of Mist.

## Låtlista
1. "Nekronaut (Cunt Cunt Gimme More)" – 3:28
2. "Black Metal Suicide (Claws of Perdition)" – 2:12
3. "Hellcommander" – 4:16
4. "Terrorist" – 2:56
5. "Merket for Helvete" – 2:15
6. "Eine Kleine Arschmuzick" (instrumental) – 1:39
7. "Satan is Endless, Satan is Timeless" – 1:37
8. "Primitive Death" – 3:49
9. "Goat Worship" – 5:17
10. "Catapultam Urinam Philosophiam" (instrumental) – 0:49
11. "Preteen Deathfuck" – 1:34
12. "Dinsadansdjeveldyrkaar!!  – 2:27
13. "The Death of Nattefrost (Still Reaching for Hell Part II)" – 16:07

- Text: Nattefrost (spår 1–4, 6–9, 11–13), Taipan (spår 5)
- Musik: Nattefrost

## Medverkande
Musiker (Myrkskog-medlemmar)
- Nattefrost (Roger Rasmussen) – sång, gitarr, trummor, basgitarr, orgel, vissling

Bidragande musiker
- Taipan (Christer Jensen) – sång (spår 5)
- Hoest (Ørjan Stedjeberg) – sång (spår 9)
- Joe Ronny Moe – trummor (spår 3)
- Nordavind (Johnny Krøvel) – sång, gitarr (spår 9)
- Kulde (Eivind Kulde) – sång (spår 9)
- Taaken (Alf Morten Bjørnsen) – sång (spår 4, 7)
- Sanrabb (Morten Furuly) – sång (spår 2)
- Gunnar Staalseth – trummor (spår 13)
- Dirge Rep (Per Husebø) – sång, trummor (spår 7, 11, 12)
- Aggressor (Carl-Michael Eide) – trummor (spår 1, 2, 4, 5, 8, 9)
- Vrangsinn (Daniel Vrangsinn Salte) – basitarr, sologitarr, sång (1, 4, 5, 7, 8, 12)

Produktion
- Nattefrost – producent, ljudtekniker  omslagskonst
- Vrangsinn – producent, ljudtekniker, omslagskonst
- Mr. Jon Tønnessen (Jon Tønnessen) – omslagskonst